# HMS Edinburgh (16)
Pour les autres navires du même nom, voir HMS Edinburgh.
Le HMS Edinburgh était un croiseur léger de classe Town en service dans la Royal Navy pendant la Seconde Guerre mondiale.

## Historique

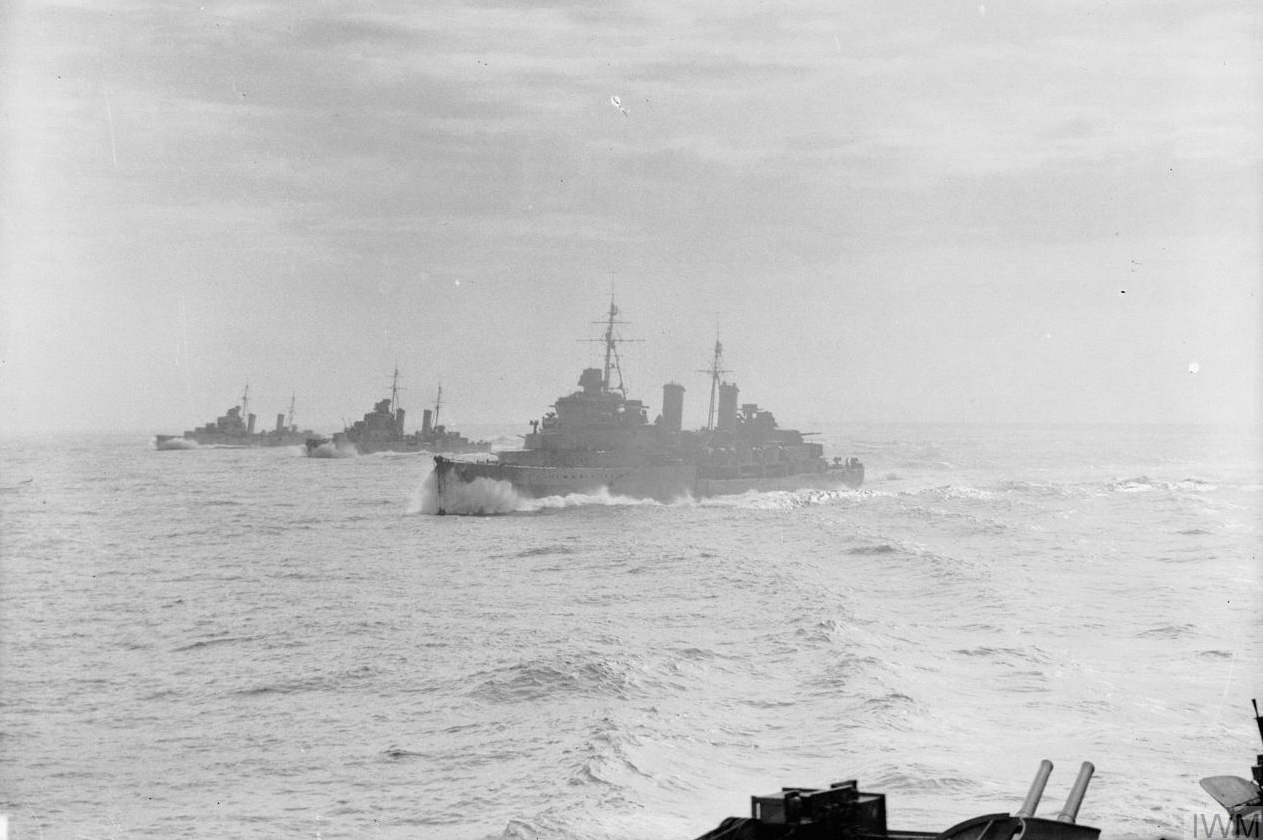
LEdinburgh avec les croiseurs, et en convoyage au cours de l'opération Halberd, en septembre 1941.

Achevé en juillet 1939, le navire est directement est rattaché à la 18e escadre de croiseurs de la Home Fleet basée à Scapa Flow, en Écosse. Il effectue des patrouilles entre les îles Féroé et l'Islande avant d'être transféré dans la 2e escadre de croiseurs de l'Humber Force.
Le 16 octobre 1939, il se trouve à Rosyth lors du premier bombardement de la Luftwaffe sur le port. Il subit quelques dommages mais aucun coup direct. Le croiseur Southampton et le destroyer Mohawk sont endommagés ; seize marins décèdent et 44 autres sont blessés lors de l'attaque.
Le 23 octobre, il quitte Rosyth pour escorter les convois allant à Narvik. Il part à la recherche du Scharnhorst lorsque le HMS Rawalpindi est coulé, le 23 novembre 1939. La recherche reste vaine et il continue l'escorte des convois.
Le 18 mars 1940, il entre en carénage sur les rives de la Tyne et cela jusqu'au 28 octobre 1940. Il rejoint ensuite le 18e escadre de croiseurs à Faslane. Il escorte le convoi WS-4B jusqu'à Freetown, en Sierra Leone, puis rentre à Scapa Flow le 12 novembre. En décembre 1940, il fait partie d'une force d'intervention avec les destroyers HMS Cossack, Echo, Electra et Escapade à la recherche de bâtiments allemands. N'ayant rien trouvé, l'Edinburgh rentre au port juste la veille du nouvel an.
Pendant l'hiver 1940, il participe à plusieurs opérations avec la Home Fleet, dont l'opération Claymore, qui permet une incursion alliée sur les îles Lofoten, le 4 mai 1941.
En janvier 1941, il prend part à l'opération Rubble, puis escorte le convoi WS 7 allant au Moyen-Orient. Il revient à Scapa Flow le 15 avril 1941 après un ravitaillement à Gibraltar. Il couvre pendant la même période une opération de mouillage de mines sur les côtes danoises. Il participe également à la chasse du Bismarck, sans succès. Il patrouille ensuite dans le golfe de Gascogne où il arraisonne, le 22 mai 1941, le bâtiment allemand SS Lech.
Le 1er juin 1941, il reçoit l'ordre de rejoindre le HMS Hermione qui patrouille dans le détroit du Danemark. À la fin du mois, il reçoit l'ordre d'escorter le convoi WS 9B. Début juillet, il mouille à Gibraltar puis arrive à Malte le 24 juillet où il participe à l'opération Substance. Le 25 juillet, il est attaqué à la torpille par un bombardier allemand, mais n'est pas touché. Il fait ensuite route vers la Clyde.
En août 1941, il escorte le convoi WS 10 pour Simon's Town, en l'Afrique du Sud. Fin septembre 1941, il escorte un convoi vers Malte dans le cadre de l'opération Halberd et arrive le 28 septembre à La Valette. Il rejoint ensuite Gibraltar, qu'il quitte le 1er octobre avec des prisonniers de guerre à son bord en direction de la Clyde. Après quelques réparations à Faslane, il rejoint la Home Fleet pour des patrouilles dans la zone de l'Islande.
En décembre 1941, il participe à l'escorte des convois QP 9, PQ 13 et PQ 6. Il est chargé de fournir une couverture pour les convois de l'Arctique venant en aide à l'Union Soviétique. En janvier 1942, il entre en carénage sur les rives de la Tyne jusqu'au 4 mars 1942. Il patrouille ensuite entre les îles Féroé et l'Islande.
Il escorte ensuite deux convois (QP 14 et le PQ 13) vers l'Union Soviétique. Il est de retour à Scapa Flow le 28 mars 1942. Le 8 avril, il quitte Scapa Flow pour escorter le convoi PQ 14 vers l'Union Soviétique. Il amène avec lui les tôles de rechange pour le HMS Trinidad, à Polyarnoë. Ce convoi est escorté par six destroyers, quatre corvettes et l'Edinburgh. Sur 24 navires marchands du convoi, seize retournent en Islande à cause du mauvais temps ou de présence de glace. Le 16 avril à 14 h 45, dans le carreau AC 4157, l'U-403, un U-boot Type VIIC commandé par le Kapitänleutnant Heinz-Ehlert Clausen coule à l'aide de deux torpilles le cargo à vapeur britannique de 6 985 tonnes Empire Howard près de la presqu'île de Kola. Le 17 avril à 17 h 37, dans le carreau AC 5198, l'U-376, un autre U-boot Type VIIC commandé par le Kapitänleutnant Friedrich-Karl Marks tire trois torpilles sur l'Edinburgh, à l'Est-Sud-Est de l'île aux Ours, mais le rate. Les huit navires survivants arrivent le 19 avril à Mourmansk.

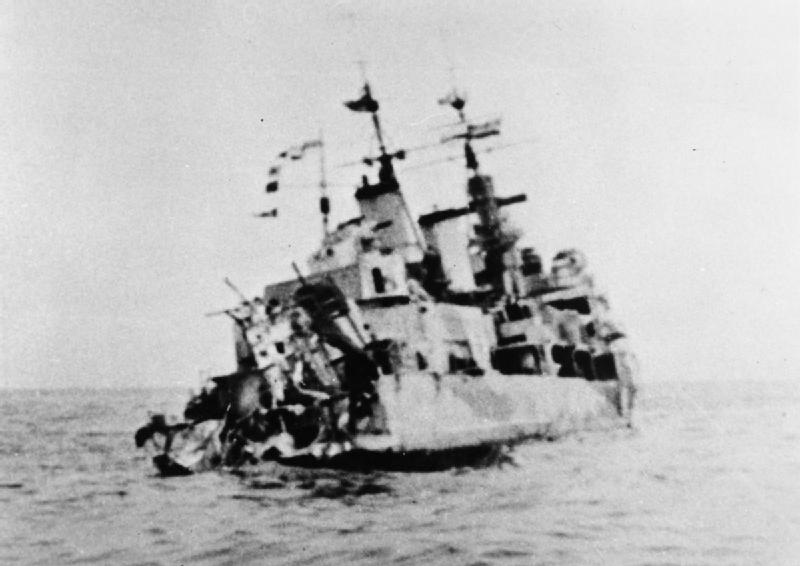
Naufrage par l'arrière de lEdimbourg, après avoir été frappé par une torpille, le 30 avril 1942.

L'Edinburgh avec à son bord l'Amiral Stuart Bonham Carter. Sur la route du retour vers la Grande-Bretagne, il escorte alors le convoi QP 11 (ex-PQ 14) composé de 13 navires marchands. Le 30 avril 1942, l'U-436, un U-boot Type VIIC commandé par le Kapitänleutnant Günther Seibicke, lui lance quatre torpilles mais le rate. Le même jour à 16 h 18, dans le carreau AC 5519, l'U-456, un U-boot Type VIIC commandé par le Kapitänleutnant Max Martin Teichert lui tire également quatre torpilles. Une touche la poupe arrachant le gouvernail et l'autre le compartiment de la chaudière avant.
Deux destroyers anglais et deux soviétiques restent avec lui. Les deux britanniques tentent de l'accrocher, mais les câbles cassent tour à tour. L'U-456 le suit et garde le contact pour donner sa position aux destroyers partis à sa recherche.
Le 1er mai 1942, il est pris en remorque par un remorqueur soviétique pas assez puissant. Naviguant seulement à 3 nœuds, le croiseur est attaqué par trois destroyers allemands (Z 24, Z 25 et le Schoemann) près de la presqu'île de Kola.
Le 2 mai à 06 h 00, le Schoemann retrouve l'Edinburgh. Ce dernier ouvre le feu sur le destroyer allemand, le touchant si gravement que son équipage est obligé de l'abandonner et de le saborder. Quelques instants après, le Z 25 lui lance quatre torpilles dont une seule le touche. L'équipage britannique est obligé de l'abandonner. C'est le dragueur de mines HMS Harrier qui recueille les survivants. Le lendemain, le destroyer britannique HMS Foresight lui tire le coup de grâce à la position géographique 71° 51′ N, 35° 10′ E. Il coule avec 4,5 tonnes d'or soviétique (465 lingots représentant £1,5 million de livres sterling en 1942) pour paiement des fournitures américaines livrées par les convois alliés. L'Edinburgh a perdu lors des attaques, 56 hommes d'équipage et 2 officiers.
Dans les années 1980, le navire et sa cargaison est retrouvée à 400 kilomètres au nord-nord-est de baie de Kola, gisant à une profondeur de 245 mètres. Le 7 octobre 1981, 431 des 465 lingots sont récupérés après plusieurs opérations de plongée. Au moment des opérations, le trésor remonté à la surface représentait £40,000,000 livres sterling (£63,047,983 aujourd'hui).